# Воркута (аеродром)
Воркута або Совєтський (також відомий як Воркута-Східний) — військовий аеродром у Республіці Комі, Росія, розташований за 11 км на схід від Воркути. Аеродром має одну з найбільших злітно-посадкових смуг (3550 м) в арктичному регіоні Росії і є резервним для літаків стратегічної авіації.
В часи Холодної війни він був однією з дев'яти баз базування російських бомбардувальників в Арктиці.

## Історія
Аеродром Совєтський був побудований на початку 1960-х років як база для базування бомбардувальних літаків дальньої авіації (так званий аеродром «підскоку»). Використовувався як запасний для бомбардувальників Ту-95. Аеродром був вперше виявлений західною розвідкою в 1961 році. Він знаходиться під управлінням Арктичної групи контролю. У період з 1980 по 1994 рік тут базувалась 364 окрема змішана авіаційна ескадрилья з літаками Ан-12, Ан-26 і вертольотом Мі-8.
У 1980-ті роки аеродром був реконструйований як одне з резервних місць приземлення космоплана радянської багаторазової транспортної космічної системи «Буран».
У 2017-2018 аеродром використовувавсь літаками дальньої авіації Ту-22М3 для тренувань.

### Російсько-українська війна
Під час повномасштабного вторгнення РФ аеродром використовується літаками дальньої авіації, які атакують Україну. Для ракетної атаки України у ніч на 18 вересня 2023 з аеродрому Воркута злетіло два бомбардувальники Ту-95.